# 11140 Yakedake
11140 Yakedake este un asteroid din centura principală de asteroizi.

## Descriere
11140 Yakedake este un asteroid din centura principală de asteroizi. A fost descoperit pe 2 ianuarie 1997 la Ōizumi de Takao Kobayashi. Asteroidul prezintă o orbită caracterizată de o semiaxă mare de 3,06 ua, o excentricitate de 0,15 și o înclinație de 12,0° în raport cu ecliptica.